# Tóköz (tájegység)
A Rába, Rábca és a Mosoni-Duna összefolyása közt, a Hansággal szomszédos, mocsaras, számos holtágtól szeldelt, mély fekvésű sík terület, a Rábaköz északkeleti része, ami Győr-Moson-Sopron vármegye keleti részén helyezkedik el, az egykori Győr vármegye nyugati szélén.

## Felszíne, leírása
Északnyugat-délkeleti irányú, keskeny partidűne sávokkal és a közöttük levő lapos, vizenyős mélyedésekkel tagolt. A partidűnék felszínét általában 1–6 m löszös homoklepel takarja. A Tóköz vizenyős mélyedései révén összeolvad a Hanság mocsarával, attól éles határ nem választja el.

### Vízrajza
- Tavai: Barbacsi- és a Fehér-tó, amelyek a korábban lecsapolt Kónyi-tóval együtt gazdag halállományukról voltak nevezetesek a kora újkorban.
- A szabályozások előtti folyóvizeket a Rába és a Rábca mellett a Barbacsi-tóba folyó Keszeg-ér és a Rábát a Rábcával összekötő Sárdos-ér (ez nem az a Sárdos-ér, amely a Marcalba ömlik) jelentette, amely utóbbi egyes szakaszain az Ásvány-ér, illetve a Söre-ere néven szerepelt.

### Természeti értékei
A Rábca, illetve Keszeg-ér által természetes módon kialakult Barbacsi-tó és a Fehér-tó a táj legnagyobb természeti értéke. A szigorúan védett, csak engedéllyel látogatható Fehér-tavi ökoszisztémában mintegy 200 madárfaj (többek között a fokozottan védett vörös gém, nagy kócsag és bölömbika) tartozik. A lápos, mocsaras Hanság maradványaként fennmaradt, a Ramsari egyezmény hatálya alá eső vizes élőhelyeken olyan ritka állatfajok figyelhetők meg, mint például a patkányfejű pocok, vagy a lecsapolásokkal párhuzamosan mára sajnos csak igen kevés helyen megmaradt réti csík és lápi póc halfajok.

## Története
A Rábaköz északkeleti, az egykori Győr vármegyébe eső felén alakult ki a tóközi járás. A Rábaköz délnyugati – Sopron vármegyei – részétől nemcsak elnevezésében, hanem alaktanilag is különbözik. A két terület közötti egykori közigazgatási határ a Rábacsécsénytől Bősárkányig húzódó geológiai törésvonalon található.
A 19. században végezték el a vizeinek rendezését, addig gyakoriak voltak az árvizek. A fejlettebb, késő középkori hagyományokban gazdag kisalföldi paraszti kultúrán belül az archaikusabb arculatú kistájak közé tartozott. Lakossága a honfoglalás óta magyar, a hódoltság időszakában bolygatott terület volt. A 18. században főleg magyar, elvétve német telepesekkel egészült ki népessége. Több folytonos evangélikus magyar községe található itt: Tárnokréti, Rábcakapi, Farád.

## Települések
Barbacs, Bezi, Cakóháza, Fehértó, Győrsövényház, Ikrény, Markotabödöge, Rábapatona, Rábcakapi, Tárnokréti.

## Nevezetességei

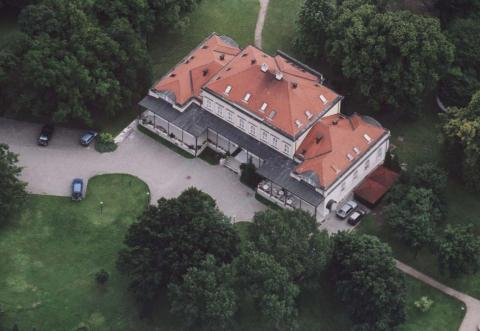
Földváry-kastély (Öttevény)

- Földváry-kastély (Öttevény), melyet báró Földváry Miklós építtetett 1870-ben.